# Droga wojewódzka 342
Die Droga wojewódzka 342 (DW 342) ist eine 39 Kilometer lange Droga wojewódzka (Woiwodschaftsstraße) in der polnischen Woiwodschaft Niederschlesien, die Wrocław mit der Droga wojewódzka 339 in Strupina verbindet. Die Strecke liegt in der kreisfreien Stadt Wrocław und im Powiat Trzebnicki.

## Streckenverlauf
Woiwodschaft Niederschlesien, Kreisfreie Stadt Wrocław
-  Wrocław (Breslau): Stadtteil Maślice (Masselwitz) (A 4, A 8, S 5, S 8, DK 5, DK 35, DK 94, DK 98, DW 320, DW 322, DW 327, DW 336, DW 337, DW 347, DW 349, DW 356, DW 359, DW 362, DW 395, DW 452, DW 453, DW 455)

Woiwodschaft Niederschlesien, Powiat Trzebnicki
-  Szewce (Schebitz) (DW 404)
- Zajączków (Haasenau)
-  Pęgów (Hennigsdorf) (DW 341, DW 475)
- Golędzinów (Kunzendorf)
-  Oborniki Śląskie (Obernigk) (DW 340, DW 343)
- Wielka Lipa (Groß Leipe)
- Osolin (Esdorf)
- Brzeźno (Groß Breesen)
- Skokowa (Gellendorf)
-  Strupina (Stroppen) (DW 339)